# Creully
Creully település Franciaországban, Calvados megyében. Lakosainak száma 1586 fő (2018. január 1.). Creully Amblie, Crépon, Lantheuil, Saint-Gabriel-Brécy, Tierceville és Villiers-le-Sec községekkel határos.

## Fekvése
Caen-tól 18 km-re fekvő település.

## Története
A településen épült kastély - vastag falaival, az épület tetejének bástyaszerű kiképzésével - középkori erődítményre hasonlít.

## Galéria

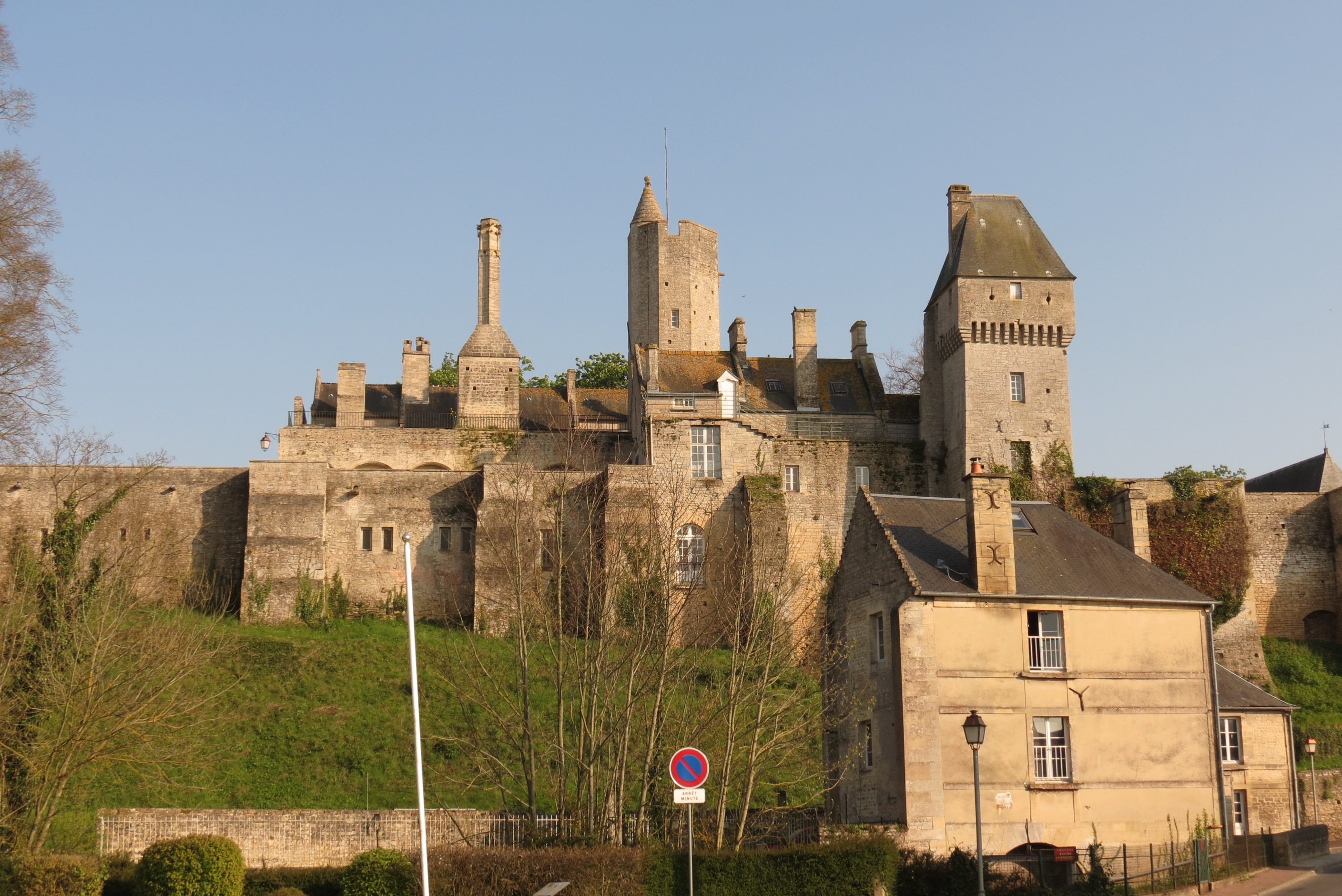
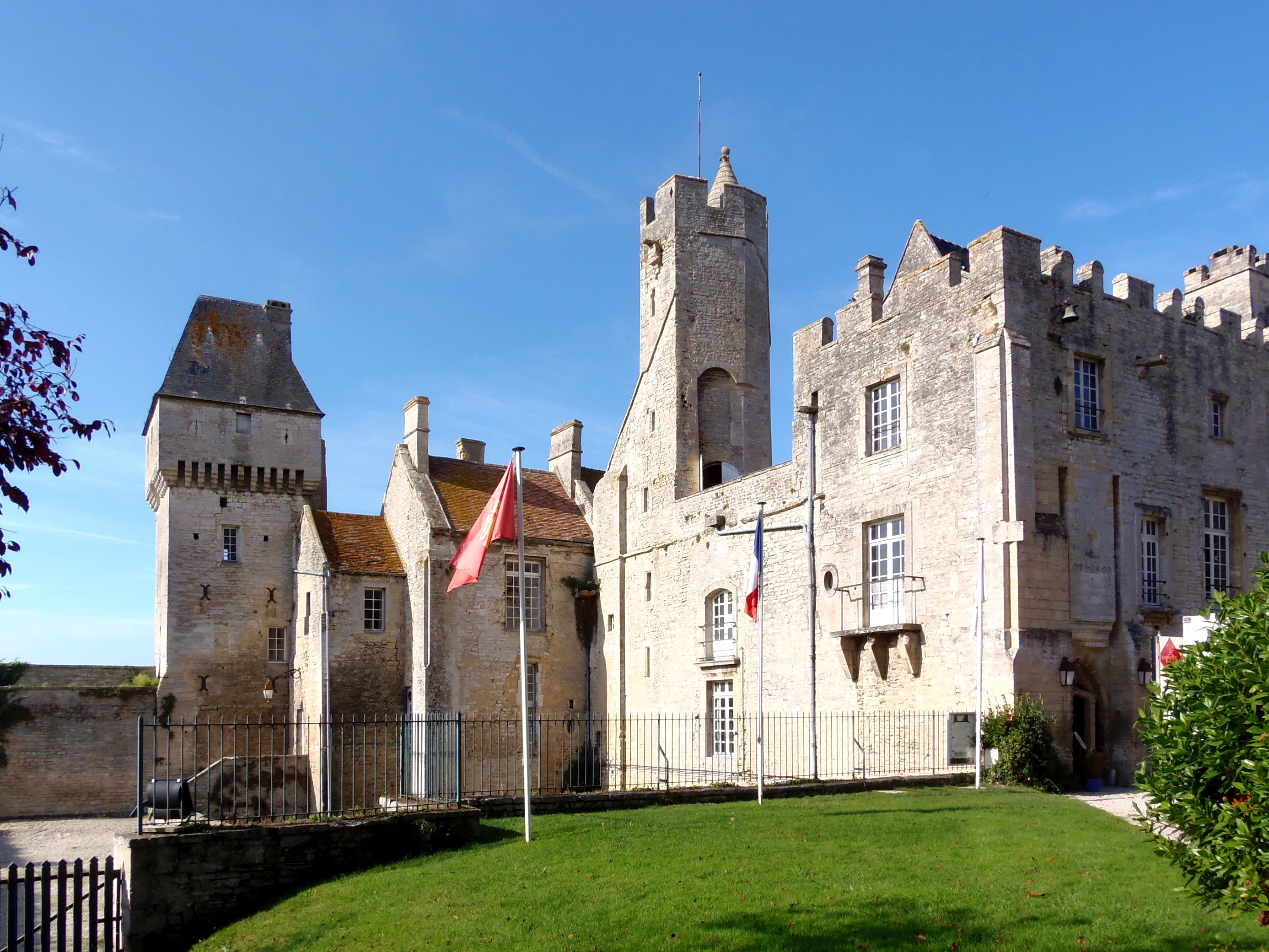
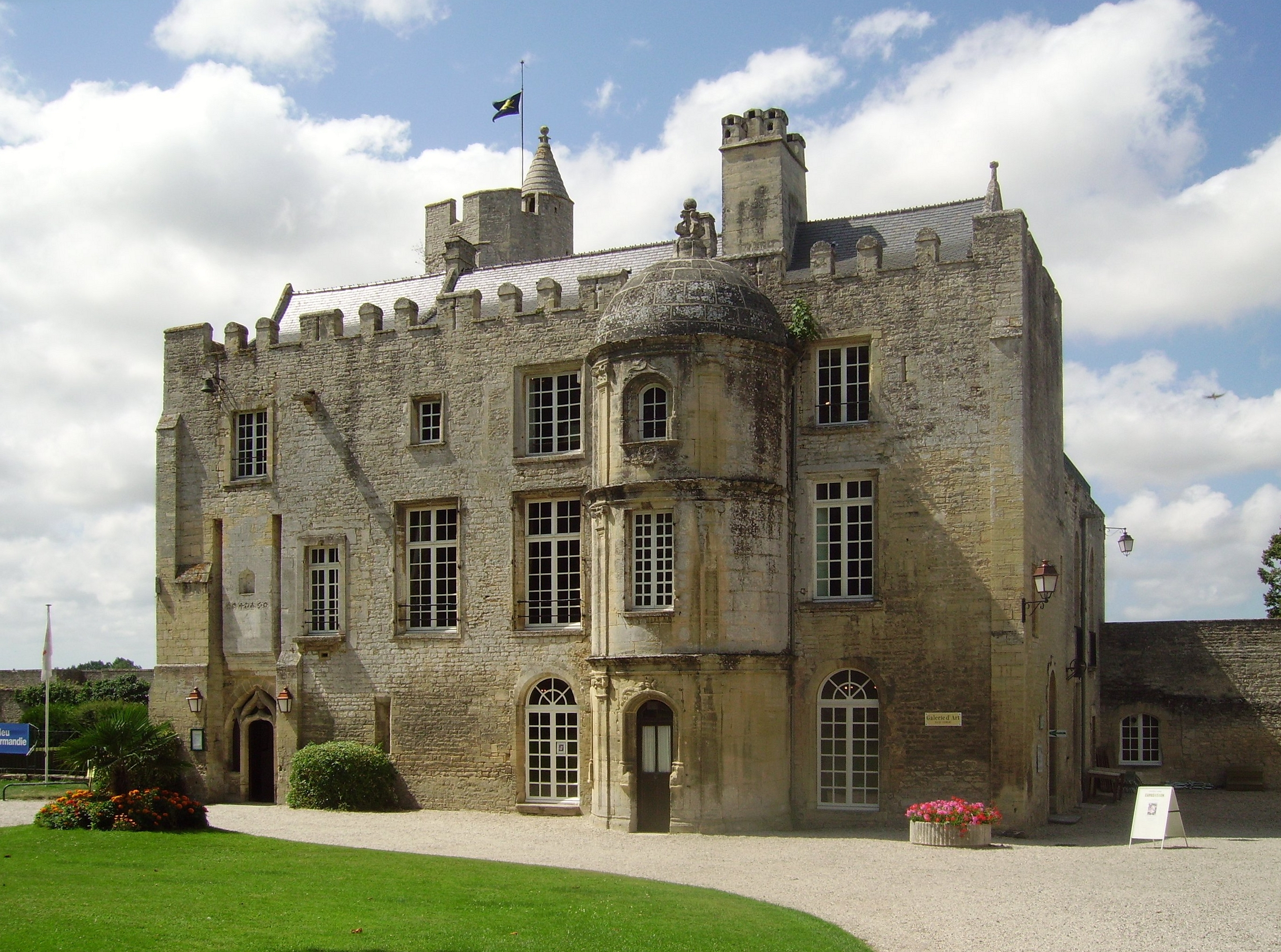
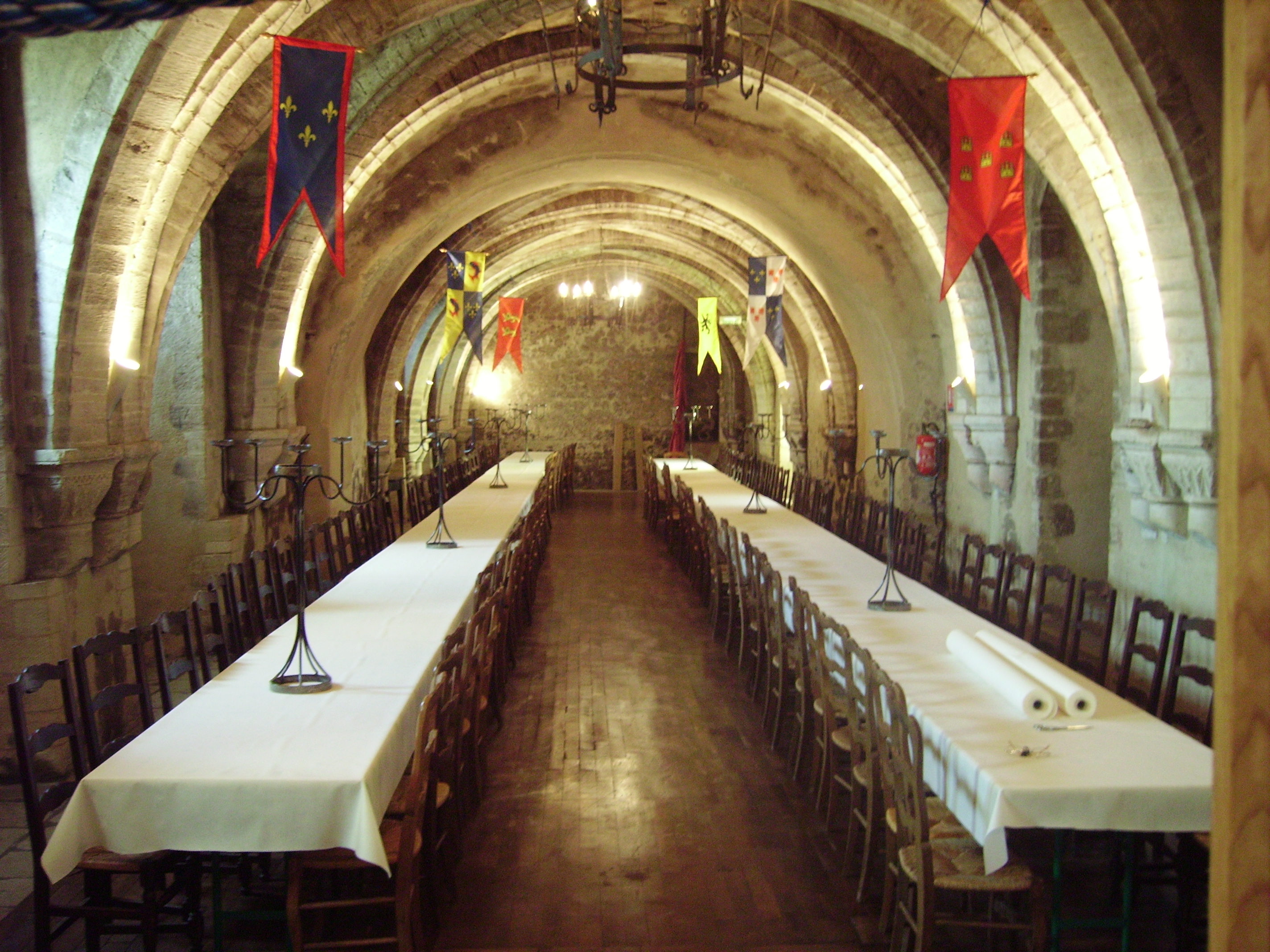
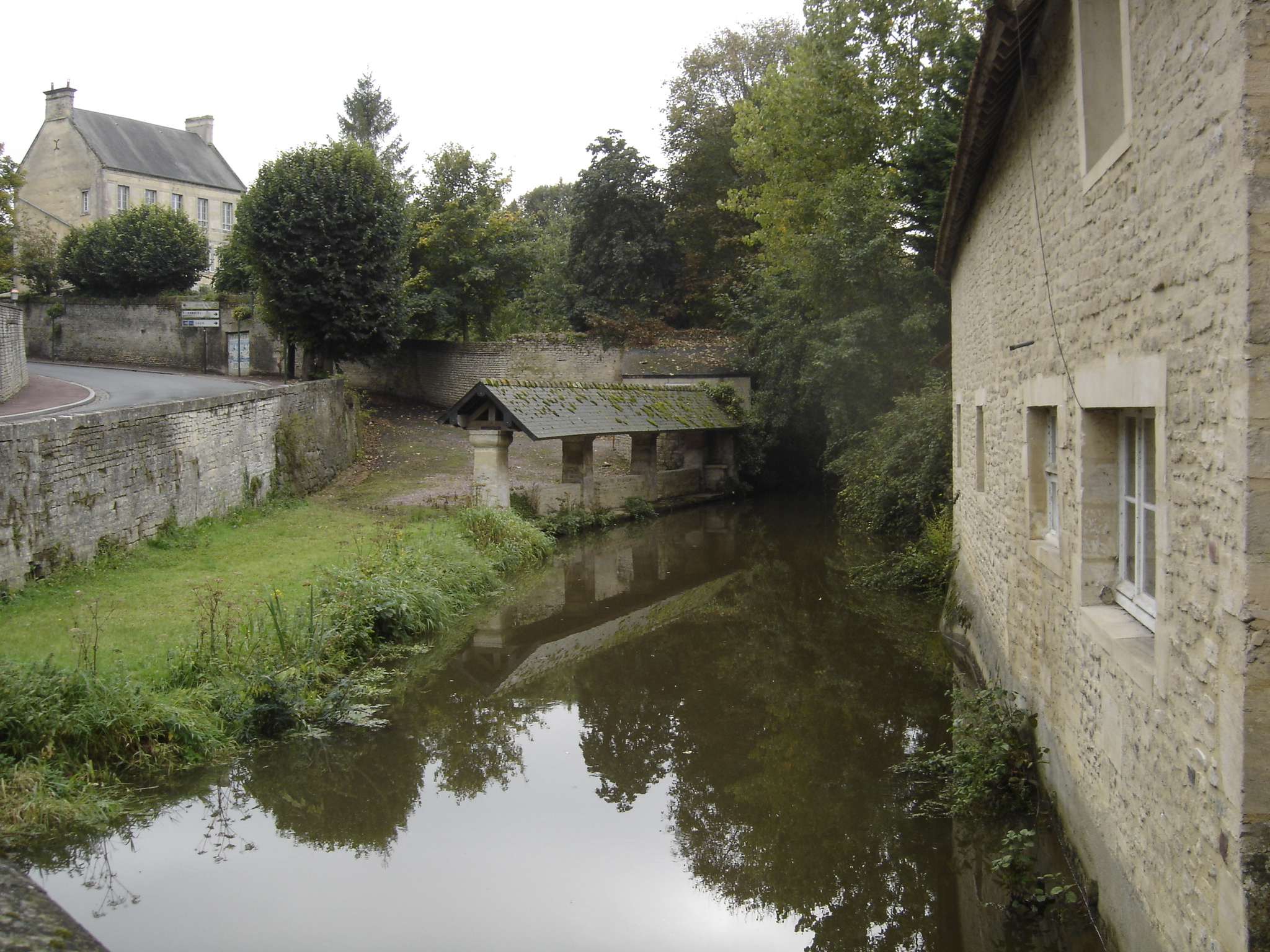
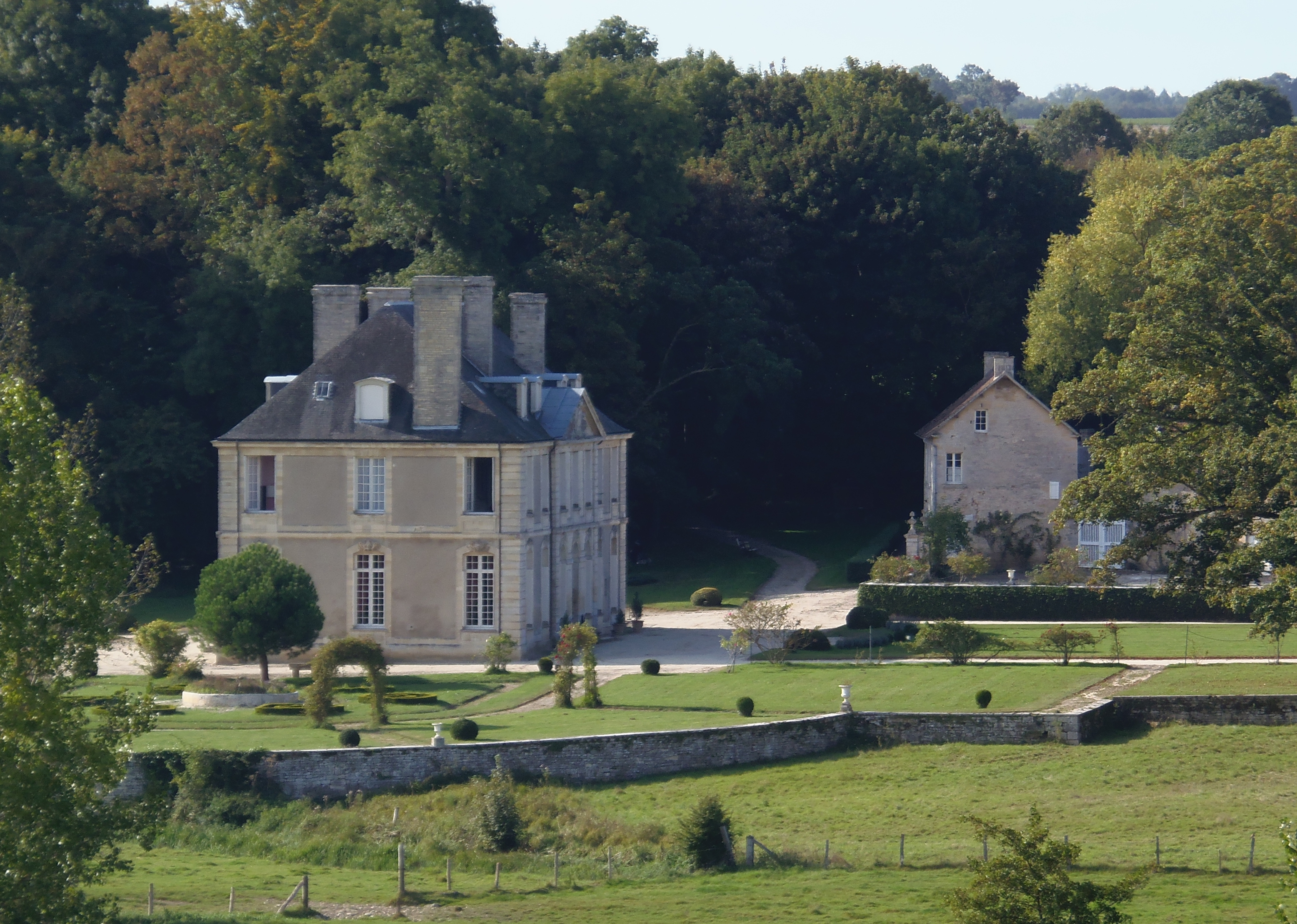
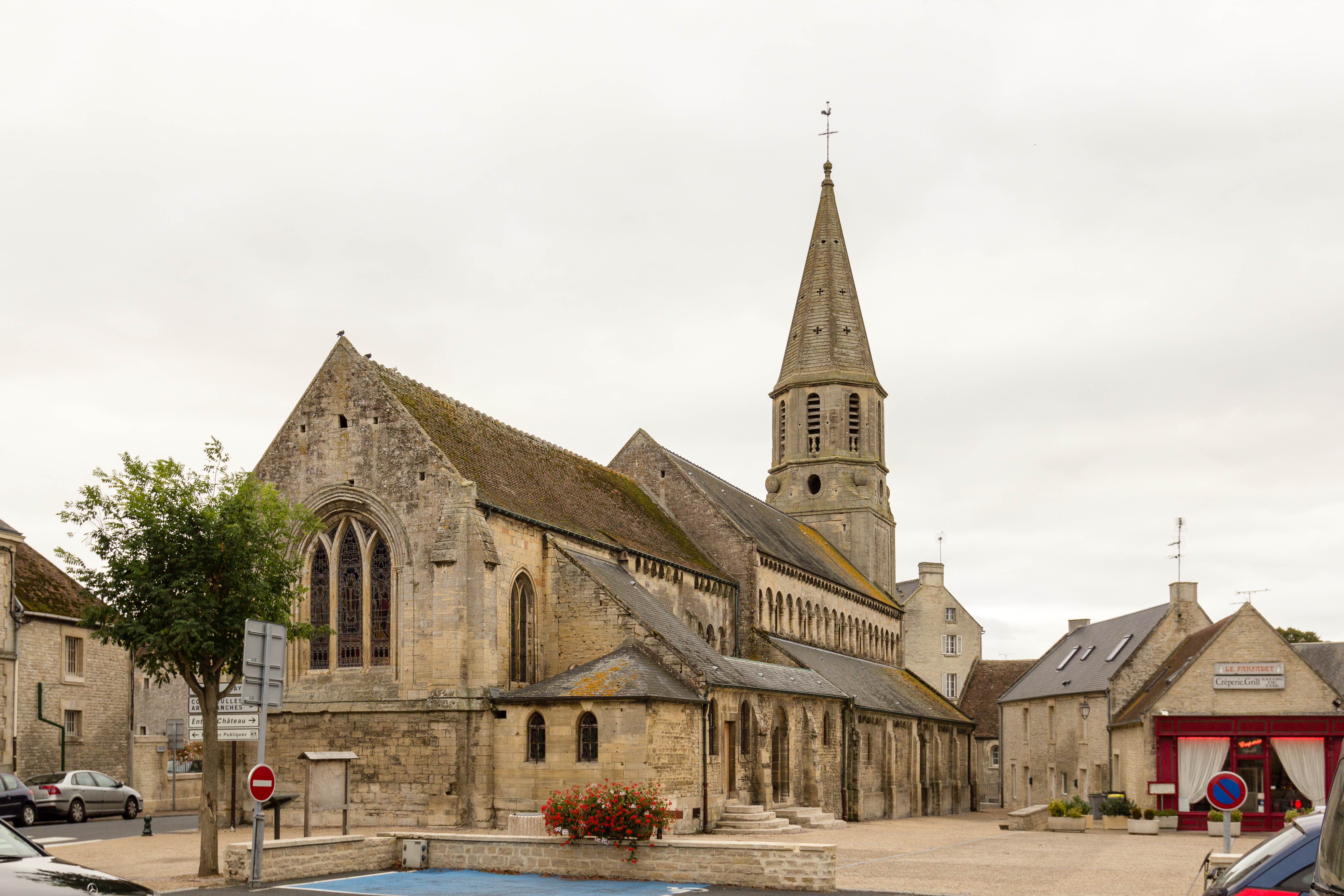
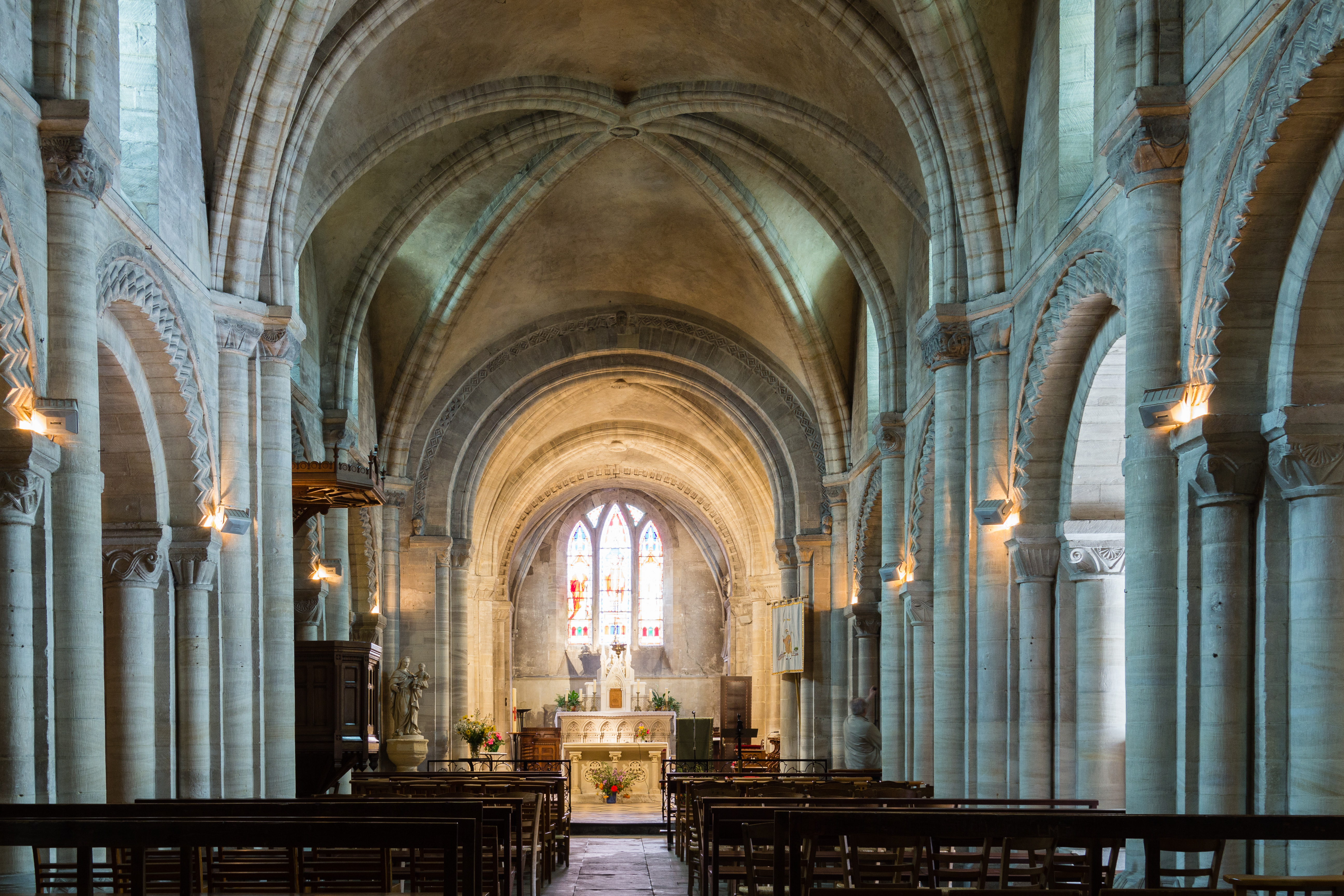
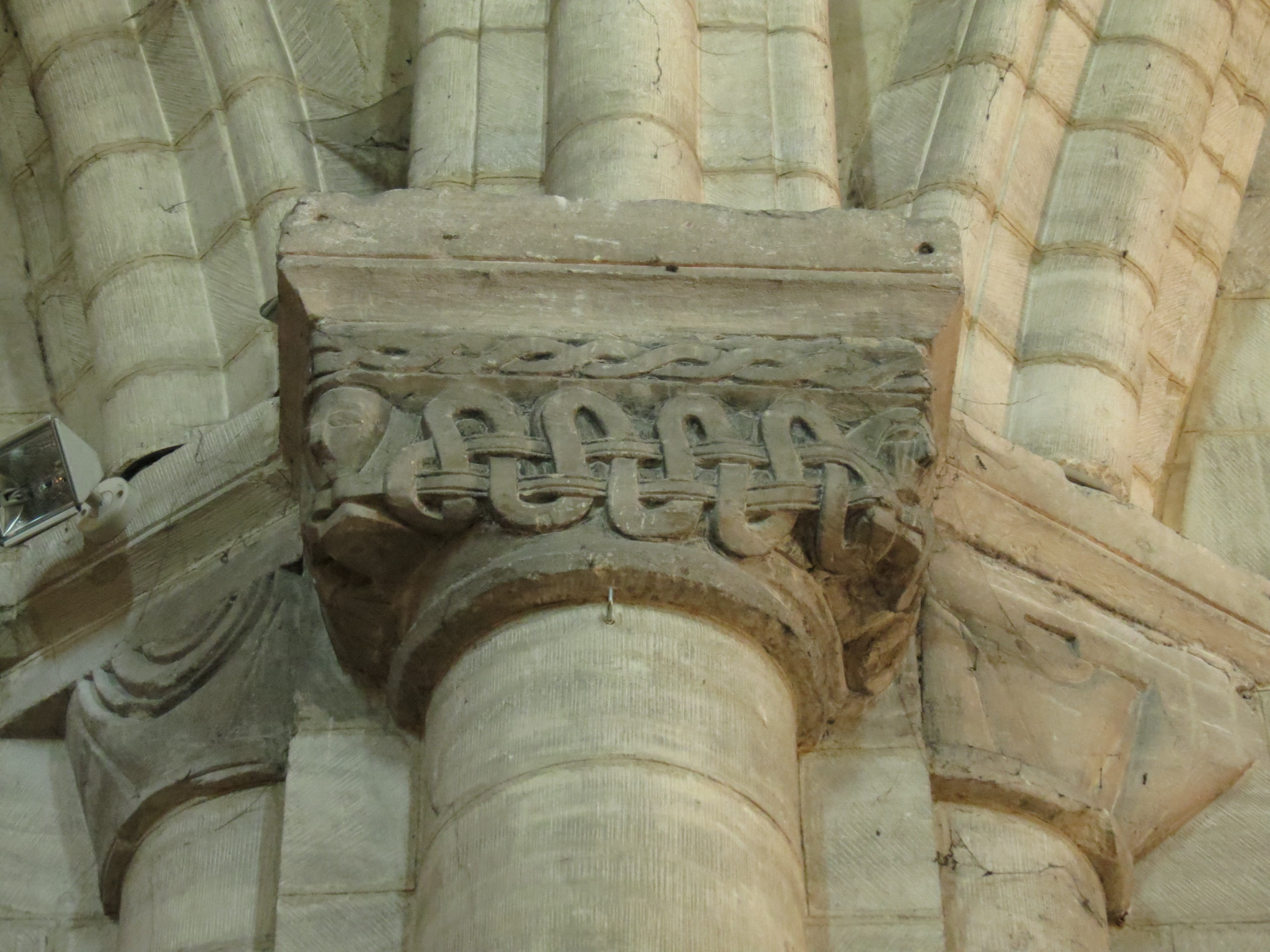

## Nevezetességek
- Creully kastély
- Szent Márton templom